# Hemideina crassicruris
Hemideina crassicruris är en insektsart som beskrevs av John Tenison Salmon 1950. Hemideina crassicruris ingår i släktet Hemideina och familjen Anostostomatidae. Inga underarter finns listade i Catalogue of Life.